# مایکوباکتریوم آفریکانوم
مایکوباکتریوم آفریکانوم (Mycobacterium africanum)، عامل ایجاد سل در غرب آفریقا است. باکتری، عضوی از کمپلکس مایکوباکتریوم توبرکلوزیس است. قدرت عفونت زایی آن، شبیه مایکوباکتریوم توبرکلوزیس است اما در بیماران سرکوب سیستم ایمنی، با احتمال کمتری به سمت شکل بالینی بیماری پیشرفت می‌کند. درمان سل ایجاد شده توسط مایکوباکتریوم آفریکانوم شبیه درمان مایکوباکتریوم توبرکلوزیس است.